# 翁布罗齐·尚多尔
翁布罗齐·尚多尔（匈牙利語：Ambrózy Sándor，1903年9月7日—1992年12月15日）是一位匈牙利雕塑家。1921年至1922年，他在美术学校学习。1925年至1927年期间，他在美术学院担任助教。1930年，他為匈牙利拳击协会設計纪念奖章。匈牙利拳击协会主席对他的作品非常满意，因此委托他完成新的任务——为即将到来的欧洲锦标赛制作纪念奖牌。他曾参加1936年夏季奥林匹克运动会的艺术竞赛中的雕塑项目。